# Miklós Toldi
Miklós Toldi (1320 – 22 novembre 1390) è stato un nobile ungherese.

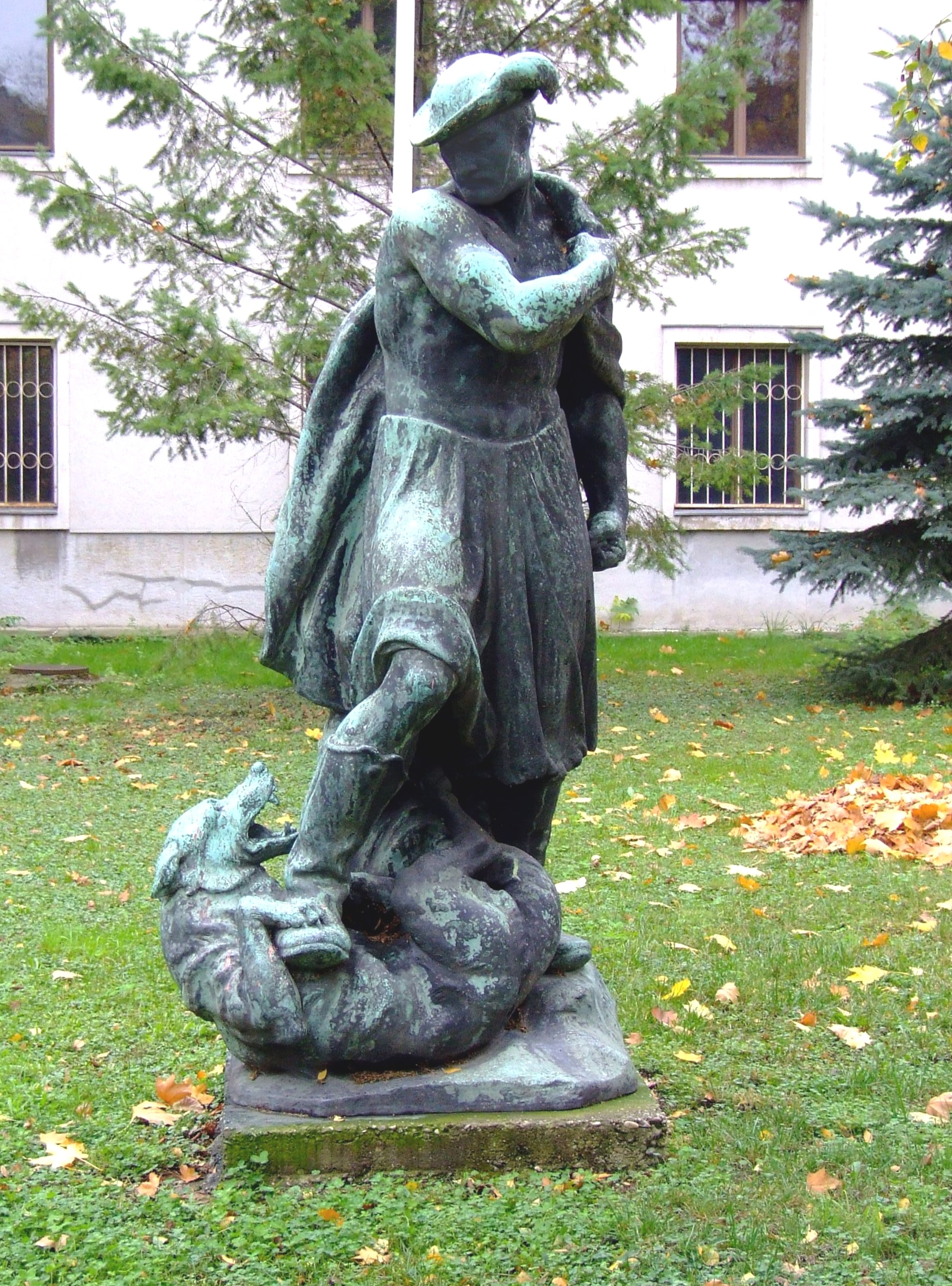
Statua di Toldi a Budapest, Ungheria

Proveniente dal comitato di Bihar, nel Regno d'Ungheria, viene ricordato come un eroe nel folklore ungherese. Il poeta ungherese János Arany basa la famosa Trilogia di Toldi sulla sua leggenda.

## Biografia
Toldi è stato a lungo considerato un soggetto fittizio, a causa dei pochi dati biografici finora rinvenuti. Tuttavia, è stato dimostrato da documenti dell'epoca che Miklós Toldi e György Toldi erano persone reali, vissute durante il regno di Carlo Roberto e di Luigi il Grande. Miklós Toldi prese parte, come leader mercenario, alle campagne di Luigi il Grande in Italia. Nel 1359, su richiesta del re, portò due cuccioli di leone da Firenze. Dovette fuggire dalla sua casa perché uccise un soldato di suo fratello, György.

## Eredità
La fonte più antica e dettagliata che lo riguardi è Storia delle grandi gesta e prodezze del favoloso Miklós Toldi di Péter Ilosvai Selymes, pubblicata a Debrecen nel 1574.
Nel folklore, la figura di Toldi sopravvisse a lungo nei comitati di Nógrád e Bihar, presso i quali veniva rievocata la sua leggendaria forza fisica (pur credendolo contemporaneo di re Mattia Corvino, vissuto nel corso del Quattrocento).
L'opera più famosa su Miklós Toldi è la Trilogia di Toldi di János Arany. Un motivo per scriverne era che, secondo la tradizione, la Torre mozza (Csonka torony) vicino a Nagyszalonta, città natale di Arany, fu proprietà della famiglia Toldi.
La trilogia di Arany è stata adattata nel film d'animazione Tempi eroici, uscito nel 1984.

## In sua memoria
Il Toldi, un carro armato leggero ungherese sviluppato e utilizzato durante la seconda guerra mondiale, è chiamato così in suo onore. 
Nel 1987, a Orosháza, è stata fondata la società sportiva Orosházi Toldi SE, la quale compete nella disciplina del powerlifting.